# کویر کاج
کویر کاج، روستایی در دهستان کوه یخاب بخش کوه یخاب شهرستان عشق‌آباد در استان خراسان جنوبی ایران است.
این روستا شمالی ترین نقطه استان خراسان شمالی از لحاظ مختصات جغرافیایی و مسکونی بودن است.

## جمعیت
بر پایه سرشماری عمومی نفوس و مسکن در سال ۱۳۹۵، جمعیت این روستا برابر با ۷۱ نفر (۲۵ خانوار) بوده است.